# Froschhausen
Froschhausen ist ein Stadtteil von Seligenstadt im südhessischen Landkreis Offenbach.

## Geographie

### Geographische Lage
Froschhausen liegt nordwestlich der Kernstadt Seligenstadt. Die Ortsmitte ist etwa drei Kilometer vom Seligenstädter Marktplatz entfernt.

### Nachbargemeinden
Die Gemarkung grenzt im Norden an Klein-Krotzenburg und Hainstadt, im Westen an Weiskirchen und im Südwesten an Jügesheim.

### Gewässer
Im Norden und Südosten des Orts entspringen zwei Bäche. Etwa am Autobahnkilometer 196 der Bundesautobahn A 3 entspringt der Werniggraben, der durch das Naturschutzgebiet Kortenbach bis zur Landesstraße 2310 fließt. Im Naturschutzgebiet Schwarzbruch bei Seligenstadt fließt er nach Norden entlang der Obermannslache bis in den Langhorst nach Hainburg. Am Ende des Langhorst mündet der Weihersbach in den Werniggraben. Der Weihersbach hat zwei Quellen: am Beginn des Langhorst und in einem Gartengrundstück im Wohngebiet Im Erlig in Froschhausen. Auf Froschhäuser Seite wird der Weihersbach auch als Weigertsbach bezeichnet. Die Froschhäuser nennen die Quelle des Weihersbachs auch Brunkel. Einer örtlichen Sage zufolge sollen von dort die Froschhäuser Kinder stammen.
Östlich der Ortslage liegen zwei Baggerseen, die unter dem Namen Harressee bekannt sind. Sie dienen als Angelgewässer. Das Fischereirecht liegt bei den Angelsportvereinen ASC Anglerruh (Oberer Harressee) und ASV Mainfisch (Unterer Harressee).

## Geschichte
| In erhaltenen Urkunden wurde Froschhausen unter den folgenden Namen erwähnt (Jahr der Erwähnung): |                 |
| Ortsname                                                                                          | Jahr            |
| Frochschusen                                                                                      | 1323            |
| Frochshusen                                                                                       | 1324            |
| Vroschusen                                                                                        | 1331            |
| Froyshusen                                                                                        | 1336            |
| Froschusen                                                                                        | 1405            |
| Froßhusen                                                                                         | 1414            |
| Froschusen                                                                                        | 1468            |
| Froschausen                                                                                       | 1469            |
| vnßern hof zcu frashusen                                                                          | 1482            |
| In Froscheuser termeney                                                                           | 1586            |
| Froschausen                                                                                       | 1609            |
| Frushusen                                                                                         | 16. Jahrhundert |
| Froschhausen                                                                                      | 1700 – 1790     |
| Bezeichnung der Siedlung:                                                                         |                 |
| Villa                                                                                             | 1323            |

### Mittelalter
Die älteste bekannte Erwähnung Froschhausens findet sich in einer Urkunde vom 22. Februar 1287, einem Vergleich zwischen dem Abt Godfried der Benediktinerabtei in Seligenstadt und der Auheimer Mark über Holzlieferungen. Froschhausen und andere um Seligenstadt liegenden Orte verdanken ihre Gründung wahrscheinlich der Rodungstätigkeit der Benediktinerabtei Seligenstadt. Es gibt keine Funde, die auf eine frühere Besiedlung hinweisen.
Im Mittelalter besaß die Abtei von Seligenstadt umfangreichen Grundbesitz in Froschhausen. Der Ort gehörte der Markgenossenschaft Auheimer Mark an, die umliegenden Wälder gehörten zum Wildbann Dreieich. Im Nordosten der Gemarkung lag der Ort Dreckshausen, der 1567 als ausgegangen bezeichnet wird und in den Wirren des Dreißigjährigen Krieges zur Wüstung wurde. Und im Südosten vis-à-vis der heutigen Bundesautobahn A 3 lag der Hof Spechtsloch. Der Ort Froschhausen gehörte zum Zent Seligenstadt und von 1425 bis 1803 zum Erzstift Mainz. Neben dem Zentgericht gab es für die niedere Gerichtsbarkeit ein eigenes Hubengericht, das für Froschhausen und Klein-Krotzenburg zuständig war.

### Neuzeit
Die Hexenverfolgung in der frühen Neuzeit forderte auch ein Opfer in Froschhausen. Die Frau des Bürgers Volkmar Berckmann wurde im Jahr 1602 gefoltert und getötet.
Durch den Dreißigjährigen Krieg (1618–1648) wurden ganze Landstriche verwüstet und entvölkert. Es kam auch zu Hungersnöten und Seuchen (Pest), so dass bei Kriegsende 1648 in Froschhausen nur noch acht oder neun bäuerliche Familien mit acht Paar Ochsen lebten. Der Nachbarort Dreckshausen wurde während des Kriegs völlig ausgelöscht und fiel wüst. Deshalb warb der im Kloster Seligenstadt amtierende Abt Leonard Colchon Siedler aus seiner wallonischen Heimat – dem Hochstift Lüttich – an, die sich in den folgenden Jahren im Bereich des Vizedomamts Aschaffenburg – auch in Froschhausen – niederließen. Auf diese Zeit lassen sich einige der hiesigen Familiennamen zurückführen, die auch heute noch geläufig sind – unter anderem Böres, Blumör, Bonifer, Dutine, Döbert, Picard, Rohe, Malsy und Massoth, wobei die ursprüngliche französische Schreibweise der deutschen Aussprache angepasst wurde.
Eine Generation später wurde 1725 unter Erzbischof Lothar Franz von Schönborn eine Fasanerie zwischen Froschhausen und Klein-Krotzenburg eingerichtet. Das Weiderecht der Bevölkerung wurde dadurch eingeschränkt. Auf diesen Fasanengarten geht der heutige Wildpark Alte Fasanerie zurück.
1786 erhielt Froschhausen nach der Aufteilung der Auheimer Mark seinen Anteil am Markwald. 1791 wurden die Einwohner aus der Leibeigenschaft entlassen. Damit konnte sich Froschhausen allmählich zu einer eigenständigen Gemeinde entwickeln. Nach der Säkularisation des Kurfürstentums Mainz 1803 im Rahmen des Reichsdeputationshauptschlusses kam die Amtsvogtei Seligenstadt mit Froschhausen zur Landgrafschaft Hessen-Darmstadt, die 1806 von Napoleon Bonaparte zum Großherzogtum Hessen erhoben wurde. Die Amtsvogtei nahm bis 1821 Verwaltung und Rechtsprechung in Froschhausen wahr. Mit der Verwaltungsreform im Großherzogtum Hessen in diesem Jahr wurden auch hier auf unterer Ebene Rechtsprechung und Verwaltung getrennt.
Für die Verwaltung wurden Landratsbezirke geschaffen, die erstinstanzliche Rechtsprechung Landgerichten übertragen. Der Landratsbezirk Seligenstadt erhielt die Zuständigkeit für die Verwaltung unter anderem für die gleichzeitig aufgelöste Amtsvogtei Seligenstadt, das Landgericht Steinheim übernahm die zuvor von der Amtsvogtei wahrgenommenen Aufgaben der Rechtsprechung.
Der Landratsbezirk Seligenstadt wurde 1832 aufgelöst; seither gehört Froschhausen zum Kreis Offenbach – aus dem 1938 Stadt- und Landkreis Offenbach wurde. Der Sitz des Landgerichts wurde zum 1. Juli 1835 von Steinheim nach Seligenstadt verlegt und die Bezeichnung in Landgericht Seligenstadt geändert. Mit dem Gerichtsverfassungsgesetz von 1877 wurden Organisation und Bezeichnungen der Gerichte reichsweit vereinheitlicht. Zum 1. Oktober 1879 hob das Großherzogtum deshalb die Landgerichte auf. Funktional ersetzt wurden sie durch Amtsgerichte. So ersetzte das Amtsgericht Seligenstadt das Landgericht Seligenstadt.
Im Ersten Weltkrieg hatte Froschhausen 46 gefallene und vermisste Soldaten zu beklagen. Mit dem Ende der Monarchie 1918 wurde aus dem Großherzogtum Hessen der Volksstaat Hessen.
Im Jahr 1928 wurde eine Schwesternstation der katholischen Ordensgemeinschaft Schwestern von der Göttlichen Vorsehung errichtet; die katholischen Ordensschwestern versorgten Kranke und leiteten den ersten Kindergarten in der Gemeinde.
Bei der Kommunalwahl im November 1929 erhielt die Zentrumspartei die Mehrheit (7 Sitze), gefolgt von der Mittelstandspartei (3 Sitze) und den Sozialdemokraten (2 Sitze).
Nach der „Machtergreifung“ der Nationalsozialisten 1933 fiel es zunehmend schwer, den christlich geprägten Charakter der Gemeinde zu erhalten. Die Gleichschaltung wirkte sich auch in Froschhausen aus. Trotz des Reichskonkordats wurde die Religionsausübung eingeschränkt: In der Schule durfte der Priester keinen Religionsunterricht mehr halten, die Pfarrbücherei wurde aufgelöst.
Auch im Zweiten Weltkrieg kamen zahlreiche Soldaten aus Froschhausen ums Leben. Kurz vor dem Einmarsch der amerikanischen Truppen war Froschhausen am 25. März 1945 (Palmsonntag) das Ziel eines Fliegerangriffs. Dabei wurden elf Menschen getötet; mehrere Fachwerkhäuser in der Ortsmitte wurden beschädigt oder zerstört. Noch am selben Tag war der Krieg für Froschhausen zu Ende.
Mit Kriegsende 1945 kam Froschhausen an die Amerikanische Besatzungszone und dann an das neugebildete Land Groß-Hessen mit der Landeshauptstadt Wiesbaden, das die US-amerikanisch besetzten Gebietsteile des vorherigen Volksstaates Hessen sowie der ehemaligen preußischen Provinz Hessen-Nassau umfasste und dann mit Annahme der neuen Landesverfassung 1946 in Hessen umbenannt wurde. Der langjährige Bürgermeister, Valentin Holler, blieb auch in den ersten Monaten der amerikanischen Militärregierung im Amt. Er war christlich geprägt und stand seit dem Kaiserreich an der Spitze der Gemeinde. Nach einer Amtszeit von 32 Jahren wurde er am 18. August 1945 verabschiedet. Sein Nachfolger Otto Adam Schmidt leitete die Gemeinde zunächst gemeinsam mit einem zweiköpfigen Bürgerausschuss, bis am 27. Januar 1946 die erste Gemeindevertretung gewählt wurde.

### Nach 1945
Das größte Problem nach dem Krieg war die Wohnungsnot: Durch Heimatvertriebene war die Einwohnerzahl innerhalb weniger Jahre um fast 40 Prozent gestiegen. Die Gemeinde wies deshalb zunächst mehrere kleine Baugebiete aus. Gleichzeitig galt es, die Wasserversorgung auszubauen. Außerdem wurden der Friedhof erweitert, Rathaus und Schule renoviert. Der Bau der Kanalisation in den 1950er Jahren brachte die Gemeinde an den Rand ihrer finanziellen Leistungsfähigkeit.
In den folgenden Nachkriegsjahren erlebte der Ort einen Aufschwung vom landwirtschaftlich geprägten Straßendorf zu einer blühenden Gemeinde im Zeichen des sogenannten Wirtschaftswunders. Durch die Umwandlung des alten Sportplatzes in Bauland erhielt die Gemeinde Froschhausen die finanziellen Mittel für weitere Investitionen. Die Gewerbesteuern der Unternehmen in den zwei neuen Gewerbegebieten verbesserte die finanzielle Ausstattung weiter. Von 1960 bis 1976 baute die Gemeinde Schule, Kläranlage, Altenwohnheim, Kindergarten, Sportplatz, Feuerwehrhaus und ein Bürgerhaus.
Im Zug der Gebietsreform in Hessen wurde Froschhausen am 1. Januar 1977 per Gesetz in die Stadt Seligenstadt eingegliedert, obwohl die Gemeinde nach Ansicht der damaligen politisch Verantwortlichen politisch wie auch finanziell durchaus in der Lage gewesen wäre, selbstständig zu bleiben. Ein Rest an Eigenständigkeit verblieb insofern, als Froschhausen noch immer ein eigenes Ortsgericht hat.
1987 feierte die Gemeinde die erste urkundliche Erwähnung vor 700 Jahren mit einem Fest unter Beteiligung aller Ortsvereine. Die 725-Jahr-Feier ging vom 1. bis 3. Juni 2012 über die Bühne.

### Siedlungsentwicklung
Froschhausen war ursprünglich ein Straßendorf. Der alte Ortskern ist durch Fachwerkhäuser geprägt.
Durch Neubaugebiete ist der Ort gewachsen. Im Westen kam ein weit gefächertes Gewerbegebiet mit angrenzender Wohnsiedlung Am Reitpfad dazu. Der südliche Teil entwickelt sich stetig weiter. In den 1970er-Jahren wurde ein neues Wohngebiet um den Freiherr-vom-Stein-Ring erschlossen. Dort waren zuvor viele Sumpfgebiete, die nun weitestgehend trockengelegt wurden. Aus dieser Zeit stammten auch die alten Flurnamen wie der Schnackenacker. In den 1980ern entstand das Industriegebiet Am Sandborn.
Im Norden kam um die Jahrtausendwende das Wohngebiet Im Erlig dazu. Anfang der 2010er-Jahre entstand das Neubaugebiet Backesfeld im Südosten. Dort wurden auch ein Lebensmittelmarkt und ein Kindergarten gebaut.

### Einwohnerentwicklung
| Jahr       | Einwohnerzahl | Hauptwohnsitz | Nebenwohnsitz |
| 1754       | 242           |               |               |
| 1829       | 526           |               |               |
| 1834       | 569           |               |               |
| 1840       | 651           |               |               |
| 1846       | 698           |               |               |
| 1852       | 674           |               |               |
| 1858       | 691           |               |               |
| 1864       | 580           |               |               |
| 1871       | 705           |               |               |
| 1875       | 796           |               |               |
| 1885       | 819           |               |               |
| 1895       | 920           |               |               |
| 1905       | 1.015         |               |               |
| 1910       | 1.125         |               |               |
| 1925       | 1.257         |               |               |
| 1939       | 1.371         |               |               |
| 1946       | 1.613         |               |               |
| 1950       | 1.759         |               |               |
| 1956       | 1.849         |               |               |
| 1961       | 2.099         |               |               |
| 1967       | 2.641         |               |               |
| 1970       | 2.845         |               |               |
| 26.08.2003 | 4.006         |               |               |
| 31.12.2009 | 3.924         | 3.679         | 250           |
| 31.12.2015 | 4.042         | 3.814         | 228           |
| 31.12.2019 | 4.207         | 3.984         | 223           |

Aus der Anfangszeit sind nur noch sporadische Aufzeichnungen der Einwohnerentwicklung vorhanden. Seit 2009 werden die Einwohnerzahlen auf der Homepage der Stadt Seligenstadt veröffentlicht. Von den rund 4.000 Einwohnern haben 94 % ihren Erst- und 6 % ihren Zweitwohnsitz in Froschhausen.
Am Ende des Dreißigjährigen Kriegs, 1648, lebten in Froschhausen noch acht oder neun bäuerliche Familien. Rund 100 Jahre danach, 1754, wurden schon 242 Einwohner verzeichnet. Ein weiteres Jahrhundert später hatte sich ihre Zahl mehr als verdoppelt (580 im Jahr 1864). Am Beginn des Ersten Weltkriegs lebten 1.123 Menschen in Froschhausen. Am Ende des Zweiten Weltkriegs hatte der Ort 1.350 Einwohner. Durch den Zuzug der Heimatvertriebenen erhöhte die Einwohnerzahl innerhalb von drei Jahren auf 1680.
Danach wuchs die Bevölkerung kontinuierlich um durchschnittlich zwei Prozent im Jahr. Eine Ausnahme war das Jahr 1963 mit einem Zuwachs um 145 Personen (6,5 %).

## Religion

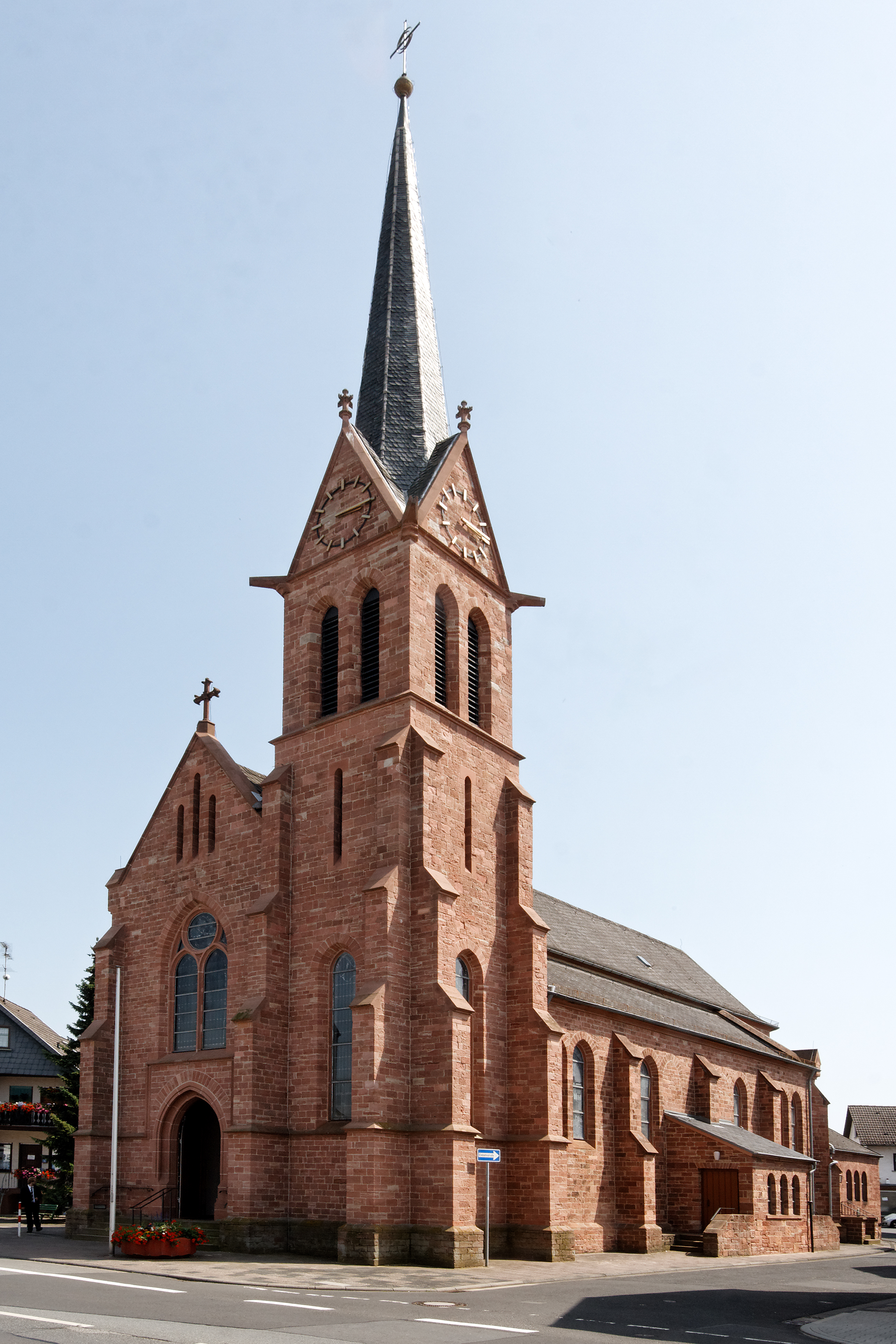
Katholische Kirche St. Margareta

In Froschhausen sind drei christliche Konfessionen vertreten: die katholische Pfarrgemeinde St. Margareta als Teil der Pfarrgruppe Seligenstadt-West, die evangelische Kirchengemeinde Seligenstadt und Mainhausen der Evangelischen Kirche in Hessen und Nassau und die Kirche des Nazareners, eine evangelische Freikirche.
Früher war der Ort nahezu rein katholisch geprägt. Erst nach dem Zweiten Weltkrieg veränderte sich das Verhältnis der Konfessionen. Mit den Heimatvertriebenen kamen auch mehr evangelische Christen in den Ort. Innerhalb der drei Jahre von 1945 bis 1948 stieg ihre Zahl von 30 auf 112. Der evangelische Anteil an der Bevölkerung vergrößerte sich in den folgenden Jahrzehnten stetig. Im Jahr der 700-Jahr-Feier, 1987, waren von 3.305 Einwohnern mehr als 700 evangelisch.
Froschhausen gehörte als katholische Filialgemeinde zunächst zur Benediktinerabtei Seligenstadt. Die Filialisten waren verpflichtet, zum Gottesdienst nach Seligenstadt zu gehen. Bis ins Jahr 1834 wurden die Toten auf dem Friedhof in Seligenstadt bestattet. Erst ab 1839 an wurden Sonn- und Festtagsgottesdienste in Froschhausen gehalten.
1731 wurde in Froschhausen eine erste Saalkirche errichtet und der heiligen Margareta geweiht. Sie stand dort, wo sich heute das alte Rathaus befindet. Die Kirche wurde um 1850 zu klein und entsprach „nur höchst notdürftig ihrem Zwecke“. Außerdem fehlte eine Sakristei. Die neue Kirche St. Margareta wurde von 1869 bis 1871 am damaligen Ortsrand gebaut. Das alte Kirchengebäude diente zunächst als Schule und Verwaltungsbau und wurde 1939 abgerissen. Es ragte so stark in die Ortsdurchfahrt hinein, dass die Straße nur einspurig genutzt werden konnte. An der gleichen Stelle wurde das Rathaus errichtet, auf das der Turm der alten Kirche aufgesetzt wurde.
Am 21. April 1914 ernannte Bischof Georg Heinrich Maria Kirstein die Pfarrei Froschhausen zu einer selbstständigen Pfarrkuratie. Zuvor hatten die Kapläne aus Seligenstadt die Gottesdienste in Froschhausen gehalten.
Ergänzend zu ihrem Kirchengebäude unterhält die katholische Pfarrgemeinde ein Gemeindezentrum, das Maximilian-Kolbe-Haus. Darin befindet sich unter anderem eine Bücherei.
Die evangelische Kirchengemeinde Seligenstadt und Mainhausen besitzt ebenfalls ein Gemeindehaus in Froschhausen. Es besteht seit 1994. Zuvor waren die evangelischen Christen drei Jahrzehnte lang in der katholischen Kirche St. Margareta zu Gast gewesen: zunächst einmal, später zweimal pro Monat. Der erste evangelische Gottesdienst in St. Margareta war am Karfreitag 1961 gefeiert worden.
Die christlichen Gemeinden feiern ab und zu gemeinsame Gottesdienste, zum Beispiel zur 725-Jahr-Feier Froschhausens. Der Glaube spiegelt sich auch in Veranstaltungen der Vereine wie Festgottesdiensten, dem jährlichen Florianstag der Feuerwehr und dem Gottesdienst am Fastnachtssonntag wider.

## Politik
In der Stadtverordnetenversammlung und im Magistrat der Stadt Seligenstadt ist der Stadtteil derzeit durch elf Stadtverordnete und einen Stadtrat vertreten.

### Ehemalige Gemeindevertretung
| Jahr | gültige Stimmen | CDU    | SPD    | GB/BHE | unabhängige Wählergruppen |
| 1946 | 716             | 73,2 % | 26,8 % | –      | –                         |
| 1948 | 867             | 64,0 % | 36,0 % | –      | –                         |
| 1952 | 1.055           | 59,1 % | 20,5 % | –      | 20,4 %                    |
| 1956 | 1.143           | 50,0 % | 22,0 % | –      | 28,0 %                    |
| 1960 | 1.295           | 54,2 % | 16,8 % | 8,1 %  | 20,9 %                    |
| 1964 | 1.454           | 67,4 % | 16,6 % | –      | 16,0 %                    |
| 1968 | 1.417           | 60,2 % | 39,8 % | –      | –                         |
| 1972 | 1.771           | 57,7 % | 42,3 % | –      | –                         |

Seit 1945 ist die CDU die bestimmende Kraft in Froschhausen. Sie erzielte in allen Wahlen mindestens 50 Prozent der Stimmen. Lediglich in den vier Jahren von 1956 bis 1960 herrschte in der Gemeindevertretung ein Patt.

### Bürgermeister
Vom Ende des Zweiten Weltkriegs bis zur kommunalen Gebietsreform 1977 hatte die Gemeinde nur zwei Bürgermeister: Otto Adam Schmitt (1945–1961) und Hans Gerstner (1961–1976). Beide gehörten der CDU an.
Als frühere Bürgermeister amtierten Schmitt (1826), Hofmann (1852), Johannes Daus (1866), Lommel (1874–1883) und Valentin Holler (1913–1945).

### Wappen und Flagge
Wappen
Blasonierung: „In rotem Schild ein goldener Frosch, beseitet von je einem silbern beblätterten Schilfstengel mit schwarzen Kolben.“
Das Wappen wurde der Gemeinde Froschhausen am 15. November 1955 durch den Hessischen Innenminister genehmigt. Gestaltet wurde es durch den Heraldiker Georg Massoth.
Der Frosch steht als redendes Element für den Ortsnamen.
Flagge
Die Flagge wurde der Gemeinde am 6. September 1956 durch den Hessischen Innenminister genehmigt und wird wie folgt beschrieben:
„Auf breiter gelber Mittelbahn, beseitet von zwei schmäleren roten Bahnen, mittig das Ortswappen.“
Fastnachts-Wappen
Das Froschhäuser Fastnachts-Komitee trägt auf seinen Narrenkappen ein leicht verändertes Ortswappen:
Schild gespalten. Rechts im blauen Feld ein halbes sechsspeichiges silbernes Rad (Mainzer Rad), links im blauen Feld ein halber roter Frosch.
Das Wappen symbolisiert durch das Mainzer Rad die Zugehörigkeit zum mittelrheinischen Karneval, ist jedoch genau spiegelverkehrt zum offiziellen Seligenstädter Stadtwappen angeordnet, um sich hiervon abzuheben.

Ortswappen
Bannerflagge
Hissflagge
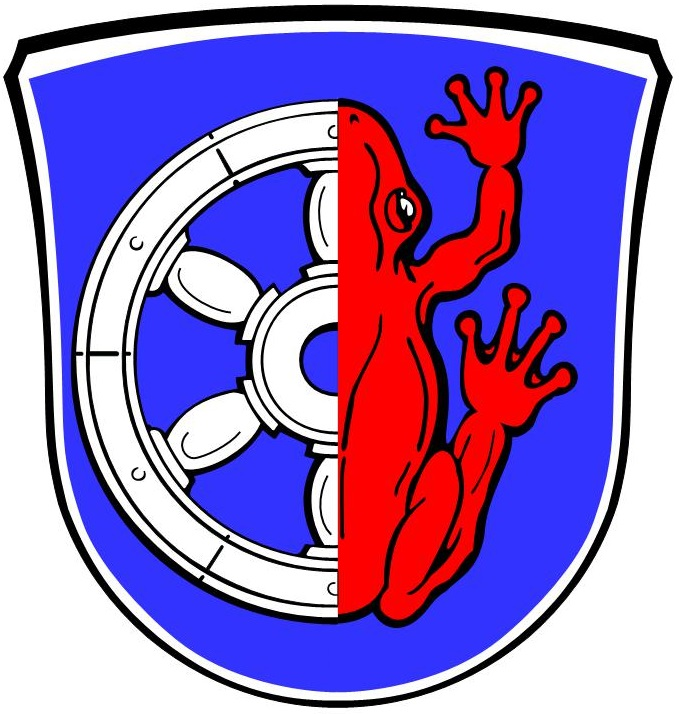
Fastnachtswappen

## Kultur und Sehenswürdigkeiten

### Bauwerke

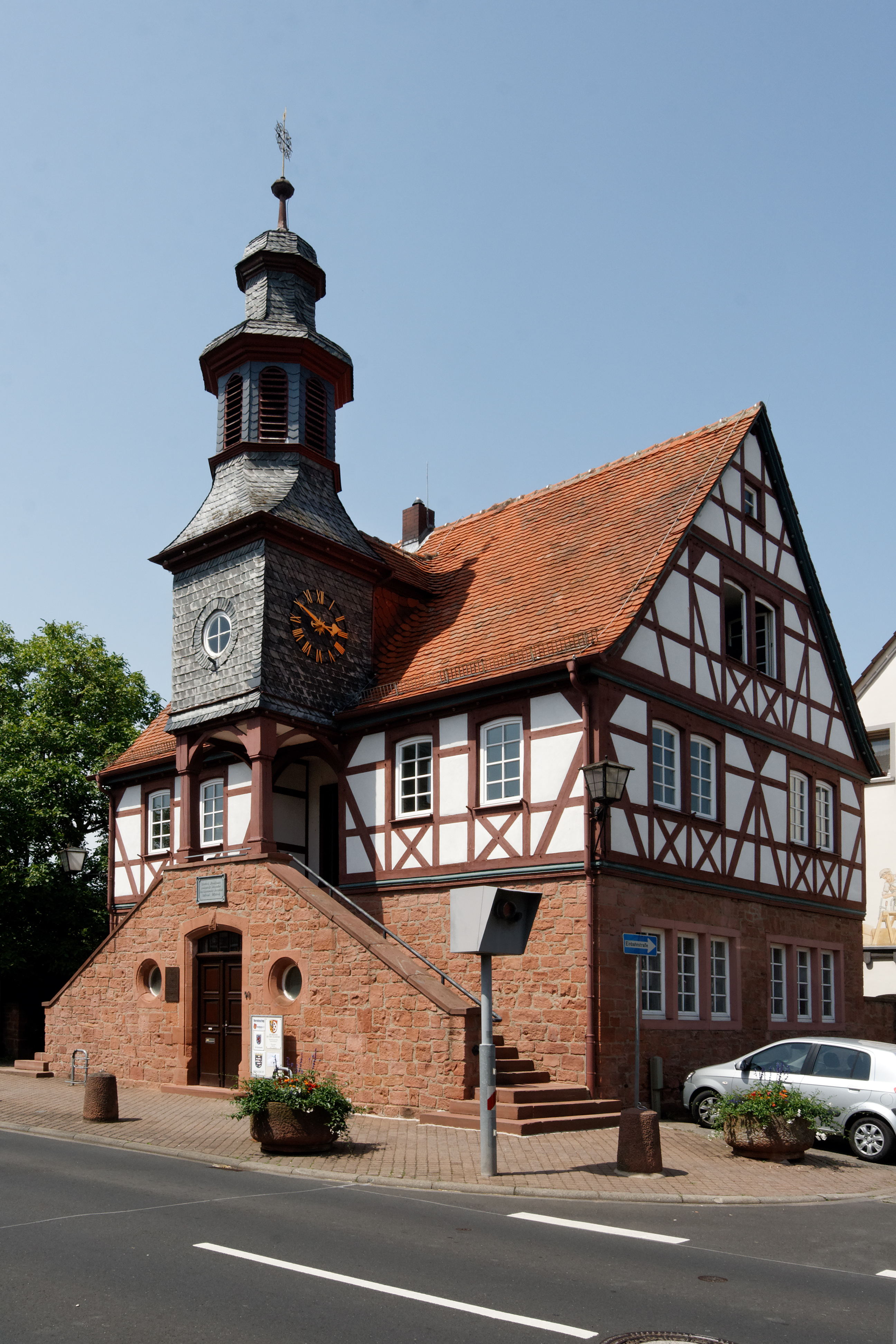
Altes Rathaus

Das alte Rathaus nach Plänen des Architekten Erich Mindner von der TH Darmstadt wurde am 16. Juni 1939 eingeweiht. Entgegen dem üblichen Baustil in der Zeit des Nationalsozialismus ist es ein Fachwerkhaus. Der Turm des Rathauses stammt von der ehemaligen Kirche, die zuvor an dieser Stelle stand. Nach der Eingemeindung nach Seligenstadt wurde im Rathaus eine Außenstelle der Stadtverwaltung eingerichtet; frei gewordene Räume wurden an den Arbeitskreis Heimatgeschichte und die Junge Union Froschhausen vergeben.
Das Bürgerhaus wurde noch vor der Gebietsreform erbaut und dient den Ortsvereinen als Veranstaltungsort. Es fasst mit rund 480 Sitzplätzen mehr Besucher als der große Saal des Riesen in Seligenstadt.
Ein Wasserwerk befindet sich im Klein-Krotzenburger Wald in der Nähe der Autobahnraststätte Weiskirchen. Es fördert rund 150 m³/h (Stand: 2012).
Als Kulturdenkmäler zählen acht Fachwerkhäuser, das Friedhofskreuz, die katholische Kirche St. Margareta und das alte Rathaus.

### Sport
Zur Sportanlage An der Lache gehören unter anderem zwei Fußballfelder und Tennisplätze. Ein Golfplatz mit 9-Loch-Anlage und Übungsanlage liegt am Ortseingang aus Richtung Seligenstadt. Ein Schützenverein betreibt einen Luftgewehr-Schießstand im Bürgerhauskeller und ein Hundesportverein hat ein Vereinsheim an der Bundesautobahn A3 am Waldesrand.

### Vereine
Dachverband des örtlichen Vereinslebens ist der im Jahr 1979 gegründete Vereinsring. Er vertritt die Interessen von 29 Vereinen und Verbänden (Stand: 2021). Daneben gibt es viele kleine Vereine und Gruppierungen, die spezielle Interessen abdecken. Dazu zählen Fastnachtsgruppen und die 2015 gegründete Männer-Gesangsformation Singende Kreiselfrösche.
Viele Vereine haben in den 1980er-Jahren eigene Vereinsheime gebaut, unter anderem die Harmonie, Turn- und Sportgemeinschaft TuS 1880 e. V., der Liederfreund, Geflügelzuchtverein, Angelsportverein, Tennisclub sowie Obst- und Gartenbauverein. In jüngster Zeit sind die Vereinsheime der IG Hund und Mensch, der Traktorenfreunde und des Golfclubs hinzugekommen. Die Indianervereinigung Kitoki besitzt ein eigenes Freigelände.
Der Arbeitskreis Heimatgeschichte als Untergruppierung des Vereinsrings organisierte von 2003 bis 2013 jährliche Ausstellungen zu Themen wie der örtlichen Lederwarenindustrie, Froschhausen im und nach dem Zweiten Weltkrieg oder „Schule in Froschhausen“. Zeitzeugen berichteten in Veranstaltungen unter anderem über den Zweiten Weltkrieg, frühere Gaststätten und Jubiläen der Vereine.

### Kurioses
Vor dem Zweiten Weltkrieg gab es eine Wasserstelle – der sogenannte Trinkborn in der jetzigen Borngasse / Ecke Flutgrabenweg. Dort holten sich alle Froschhäuser ihren täglichen Bedarf an Wasser. Um Unreinheiten zu vermeiden, „bewachte“ eine ältere Dame diese Stelle. Die Jugend machte sich einen Spaß aus der alten Dame und sprach folgenden Spruch auf:
Mariechen, Mariechen. Du dummes Viehchen!
Wir rupfen dir dein linkes Beinchen aus. Dann kommst du ins Krankenhaus.
Im Krankenhaus da stirbst du. Dann hast du die ewige Ruh.
Dann können wir am Trinkborn spazieren geh'n. Mariechen wird uns nie wieder seh'n!
(Überliefert von einem der Jungen, die damals den Spruch aufsagten)
Durch das florierende Vereinsleben in Froschhausen werden auch jährlich mehrere Jubiläumsfeste gefeiert. Hierbei kommt es vereinzelt neben den traditionellen Festumzügen, die durch den gesamten Ort über die Hauptstraße (Offenbacher Landstraße und Seligenstädter Straße) führen auch zu sogenannten „Froschhäuser Frühschoppen“. Diese finden meist sonntagvormittags von 11:00 Uhr bis etwa 14:00 Uhr statt. Hierbei können sich die Besucher der Feste alle Getränke kostenlos an den Theken holen oder von den Bedienungen bringen lassen. Finanziert wird dieser Freibier-Frühschoppen durch Spenden von den Froschhäuser Vereinen, Firmen oder Privatpersonen. Diese Spenden (jeweils 150,- €) haben die fiktive „Währung“ eines Hektoliters (Bier). Im Zuge von diesen Frühschoppen werden je nach Verein 50 bis zu 100 Spenden eingesammelt. Das Ende des Freibiers läutet der letzte Spendenaufruf ein.

### Brauchtumspflege / Fastnacht
Seit vielen Jahren wird in Froschhausen die Fastnacht gefeiert. Drei Vereine organisieren die Veranstaltungen: die Gesangvereine Harmonie Froschhausen 1892 e. V. und Liederfreund 1858 Froschhausen e. V. sowie der Sportverein TuS 1880 e. V. Froschhausen. Seit 1951 gibt es in jedem Jahr ein Froschhäuser Prinzenpaar. Anfangs stellten beide Gesangvereine abwechselnd das Prinzenpaar, seit 1969 ist das allein die Aufgabe der Harmonie. Das Prinzenpaar aus dem Jahr 1991 regierte auch im Folgejahr, da die Fastnacht wegen des Zweiten Golfkriegs (1990/91) abgesagt wurde. Dem Prinzenpaar steht ein Komitee aus rund 50 Kappenbrüdern und -schwestern zur Seite.
1951 gründeten sich mehrere Fastnachtsformationen, die zusammen in Froschhausen für viele Jahre einen Fastnachtsumzug organisierten. Dieser läuft nun nicht mehr. Stattdessen laufen die Froschhäuser Fastnachtsgruppen im Rosenmontagszug in Seligenstadt mit.
Seit 2002 kürte der Liederfreund das erste Froschhäuser Kinderprinzenpaar. Ihm zur Seite steht eine jährlich wechselnde Maskengruppe aus eigenen Reihen, die das Motto des jährlichen Motivwagens hergeben.
Seit 2018 gibt es zusätzlich ein Senioren-Prinzenpaar aus verdienten Fastnachtern des Orts, das aber nur wenige Auftritte hat. Seit dem Abriss der Gaststätte Zum Lamm – dem Stammhaus des Seniorenprinzenpaares in der Ortsmitte Froschhausen wird kein Seniorenprinzenpaar mehr gekürt.
Die Prinzenpaare haben bis zu 25 Termine pro Kampagne. Gemeinsam sind sie u. a. im Fastnachtsgottesdienst am Sonntag vor Rosenmontag zu sehen. In diesem Gottesdienst ist Kostümierung erwünscht und der Pfarrer hält seine Predigt in Reimen.

### Naturschutz
An Froschhausen grenzen vier Naturschutzgebiete an, die Obermannslache im östlichen Teil der Froschhäuser Gemarkung, der Langhorst von Hainburg und Seligenstadt zwischen Froschhausen und dem Hainburger Ortsteil Hainstadt sowie der Kortenbach und Schwarzbruch von Seligenstadt, beide zwischen Seligenstadt und Froschhausen gelegen.
Ein Naturdenkmal ist seit 1992 im Wald südwestlich der Autobahn A 3 ausgewiesen. Es handelt sich um eine etwa 35 Meter hohe Eiche, deren Stamm sich in etwa drei Metern Höhe in vier geschwungene Schäfte teilt. Eine Feuchtmulde mit Seggenried am Fuß des Baums ist ebenfalls Teil des Naturdenkmals.

## Wirtschaft und Infrastruktur

### Unternehmen
In Froschhausen gibt es drei Gewerbegebiete entlang der Straßen Stehnweg, Am Reitpfad und Am Sandborn. Bis zur Gebietsreform 1977 trugen sie neben der Lederwarenindustrie zur finanziellen Stabilität der Gemeinde bei.
Die größten Unternehmen am Ort sind die Spedition Schmitt (seit 1906 mit zwei Standorten) und die Firma Hema (seit 1977 mit zwei Standorten). Daneben gibt es mehrere kleinere Handwerksfirmen, Schlossereien und Kfz-Werkstätten. In den 2010er-Jahren haben sich wieder kleinere Betriebe gegründet oder angesiedelt.
Bis zum 20. Jahrhundert florierte der Einzelhandel („Tante-Emma-Läden“) in Froschhausen. Noch bis in die 1990er Jahre hinein gab es im Ort zwei Metzgereien, zwei Bäckereien und zwei Lebensmittelmärkte (ursprünglich Edeka gegenüber der Kirche und ein HL-Markt im Freiherr-vom-Stein-Ring). Seit den 1990er Jahren wurden all diese Geschäfte Zug um Zug aufgegeben. Ein Investor übernahm die Bäckerei Bußer im Ortskern. Einer der beiden Metzgerei-Standorte wird durch einen Caterer weiterbetrieben. Im Neubaugebiet Backesfeld gibt es seit 2012 einen Netto-Markt.
Ein Postamt gibt es in Froschhausen nicht mehr. Es befand sich neben dem Feuerwehrhaus am Freiherr-vom-Stein-Ring und wurde in den 1990er-Jahren im Rahmen der Postreform aufgelöst. Als Ersatz wurde eine Postagentur im damaligen HL-Markt in der Nähe eingerichtet, die später in ein Haushaltswarengeschäft im Jügesheimer Weg umzog. Durch Geschäftsaufgabe wurde auch dieser Standort 2020 geschlossen und somit ist die Postagentur wiederum umgezogen in den Drogeriemarkt vis-à-vis der katholischen Kirche.

### Infrastruktur

#### Abwasser
Froschhausen verfügt über eine eigene Pumpenstation, die als Vorstufe für die Kläranlage am Rand von Seligenstadt dient. Diese Station wurde Ende der 1970er-Jahre rundum saniert. Danach wurde sie teils stillgelegt, bis 2005 in einem Gutachten Risse in den Betonteilen entdeckt wurden. Daher erfolgte eine Sanierung und Modernisierung 2008.

#### Internet
Die maximal mögliche Bandbreite über Kupferleitungen liegt in Froschhausen nur zwischen 2.000 und 6.000 kB/s.
Im Jahr 2019 wurde Froschhausen nach einer Bürgerumfrage von der Deutschen Glasfaser mit einer flächendeckenden Anbindung über neu verlegte Glasfaserleitungen versorgt. Eine Nachfragebündelung ergab eine Beteiligung von weit über 40 % der teilnehmenden Haushalte. Im Zuge des Netzausbaus kam es vermehrt zu Feuerwehreinsätzen aufgrund zerstörter Gasleitungen.

### Bildung

#### Kindergarten
Die katholische Kindertagesstätte St. Margareta befindet sich seit September 2019 im Neubaugebiet Backesfeld. Der neue Kindergarten umfasst eine Kleinkinder- und zwei Kindergruppen mehr als das alte Gebäude an der Schulstraße. Die Baukosten betrugen 3,26 Millionen Euro.
Auf dem Gelände des alten Kindergartens entstand ein Natur- und Gesundheitskindergarten in privater Trägerschaft. Die Kita Sonnengesang hat jeweils zwei Gruppen für Kinder unter und über drei Jahren.

#### Schule
Froschhausen besitzt eine Grundschule, die Alfred-Delp-Schule. Sie wurde 1963 eröffnet, damals als Volksschule mit neun Jahrgängen. Die Namensgebung erfolgte 1969 nach dem 1945 von den Nationalsozialisten hingerichteten Jesuitenpaters Alfred Delp. Kurze Zeit später erfolgte die schrittweise Reduzierung in eine Grundschule. 2002 wurde ein Neubau für die Betreuung errichtet, in dem 50 Kinder Platz finden. In den Jahren 2005 und 2006 wurden Sanierungsmaßnahmen der Sporthalle, am Schulgebäude, der Außengelände und dem Schulhof vorgenommen. Am 20. Januar 2000 wurde ein Förderverein für die Alfed-Delp-Schule gegründet.
Die weiterführenden öffentlichen Schulen sind in Seligenstadt (Einhardgymnasium und Merianschule/Haupt- und Realschule) und Hainburg-Klein-Krotzenburg (Kreuzburgschule/Haupt- und Realschule).
Die ehemaligen Schulgebäude werden nun als Drogerie (gegenüber der katholischen Kirche) und als Mehrfamilienhaus (an der Seligenstädter Straße zwischen Wiesenweg und Anne-Frank-Straße) genutzt.

#### Bücherei
Die katholische öffentliche Bücherei St. Margareta besteht schon seit 1902. Nach dem Zweiten Weltkrieg wurde sie dank Pfarrer Josef Gremm wiederbelebt. Der Bestand im Maximilian-Kolbe-Haus umfasst mehr als 3400 Bücher und mehr als 1000 audiovisuelle Medien (Stand: Mai 2017). Ein Team aus Ehrenamtlichen betreut die Bücherei und organisiert auch einzelne Veranstaltungen in Zusammenarbeit mit der Fachstelle für Büchereiarbeit des Bistums Mainz.

#### Stadtarchiv
Seit 2021 befindet sich das Seligenstädter Stadtarchiv im alten Postgebäude im Freiherr-vom-Stein-Ring. Die alten Räume im Seligenstädter Rathausinnenhof mit rund 100 m² wurden zu klein, so dass es umziehen musste und nun auf 225 m² auch Exponate ausstellen und präsentieren kann. Es werden rund 120.000 Dokumente aus sieben Jahrhunderten gelagert.

### Verkehr

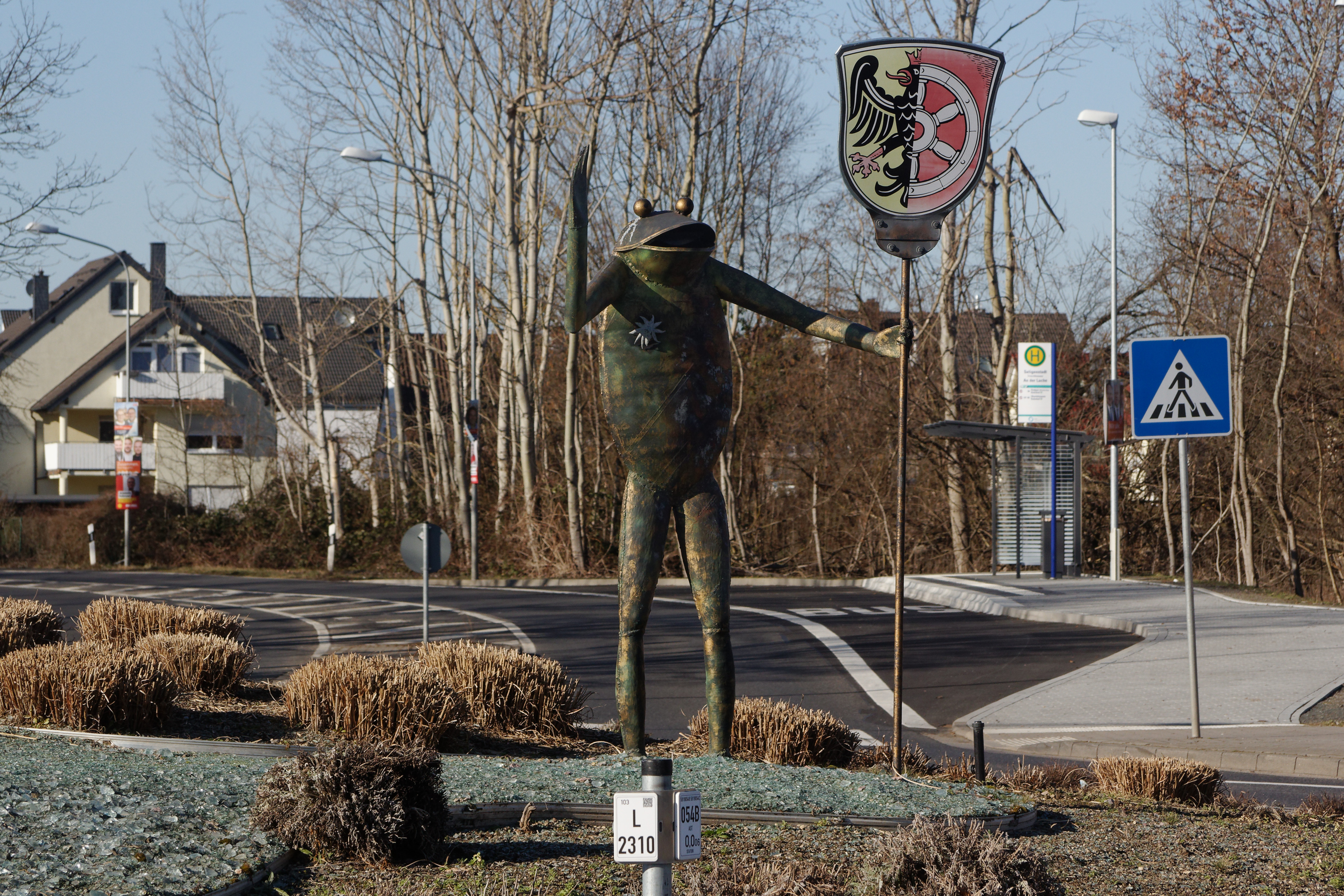
Frosch-Skulptur auf der Mittelinsel des Kreisverkehrs am südöstlichen Ortseingang, eine Arbeit des Künstlers Ernst Gassmann

Froschhausen ist in westlicher Richtung (Offenbach am Main) über die Landesstraße 2310 an die Bundesstraße 45 und dadurch auch an die Bundesautobahn 3 angebunden.
Die L 2310 verläuft durch Froschhausen und weiter in Richtung Kernstadt Seligenstadt im Südosten. Vor Seligenstadt befindet sich der umgangssprachliche Scheppkreisel, der schief (hessisch: schepp) zur Fahrbahn liegt. Von diesem Verkehrskreisel führt die L 2310 um Seligenstadt herum zur Anschlussstelle Mainhausen der A 45. Die andere Kreisel-Abzweigung führt über die Frankfurter Straße in die Seligenstädter Innenstadt.

## Persönlichkeiten

### Ehrenbürger
Die ehemals selbstständige Gemeinde Froschhausen ernannte in den Jahren vor ihrer Eingemeindung 1977 drei Ehrenbürger:
- Dr. Ernst Braun, Arzt, * 25. Januar 1914; † 27. Januar 2002[42] (Straßennennung im Baugebiet Schildhecke)
- Josef Gremm, Pfarrer, * 1910; † 2. Juni 1984[43] (Straßennennung im Baugebiet Schildhecke)
- Josef Happel[44], Kommunalpolitiker, * 21. Juni 1923; † 5. Januar 2019

### Persönlichkeiten mit überörtlichem Wirkungskreis
- Frank Lortz (* 5. Juni 1953 in Seligenstadt), Landtagsabgeordneter (CDU) im Hessischen Landtag und Ehrenvorsitzender des Vereinsrings Froschhausen
- Victor Malsy (* 6. September 1957 in Froschhausen), Professor für Typografie und Buchgestaltung an der Hochschule Düsseldorf[45][46][47]
- Michael Bußer (* 15. November 1960 in Offenbach am Main), Politikberater, ehemaliger Staatssekretär in der Hessischen Staatskanzlei und ehemaliger Sprecher der Hessischen Landesregierung
- Steffen Hebestreit (* 24. Mai 1972 in Frankfurt am Main), Regierungssprecher